# Iridium NEXT

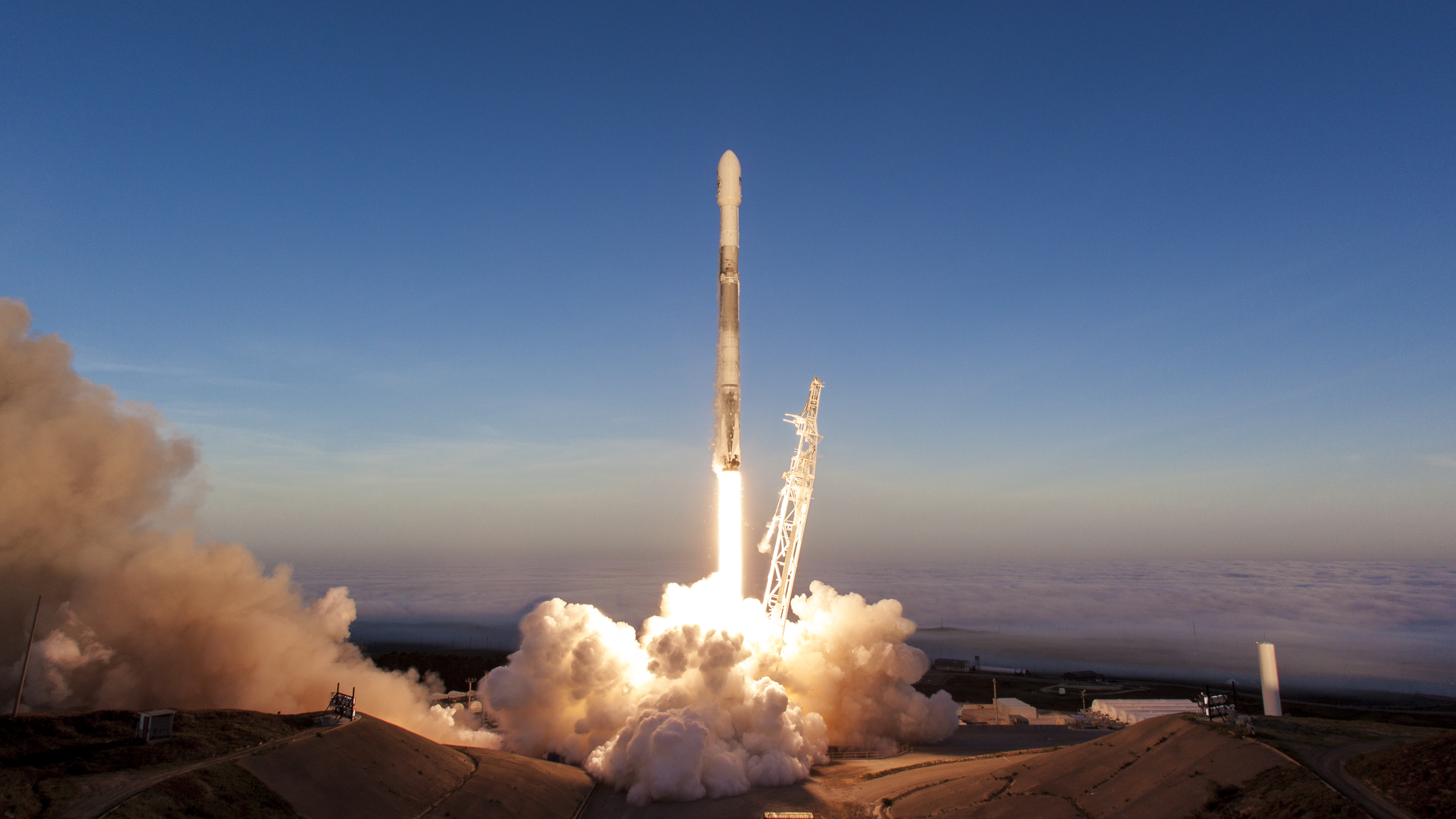
Start mise Iridium-5

Iridium NEXT je satelitní konstelace společnosti Iridium, která nahradila síť komunikačních družic Iridium z 90. let 20. století. Konstelace zprostředkovává celosvětovou dostupnost datových, hlasových a dalších služeb. Tvoří ji celkem 75 satelitů, z toho 66 aktivních a 9 záložních. Dalších šest satelitů bylo uskladněno pro případ nutnosti náhrady. Satelity navrhla francouzsko italská firma Thales Alenia Space, ale vlastní výrobu a kompletaci prováděla Orbital ATK. Jako dodavatel se na výrobě podílela česká společnost sídlící v Brně, Frentech Aerospace, která v roce 2012 uzavřela kontrakt v hodnotě 1,9 milionu euro na dodávku 500 kusů mechanismů pro rozevírání slunečních panelů pro všech 81 satelitů.
O vynesení všech satelitů se postarala nosná raketa Falcon 9 společnosti SpaceX, která startovala z kalifornské rampy SLC-4E. V pěti případech přistával první stupeň na mořské plošině JRTI, při třech misích letěly podruhé použité stupně verze Block 3 nebo Block 4 u kterých z důvodu přechodu na verzi Block 5 přistávání neproběhlo.  
Ukončování provozu starých družic probíhalo postupně s vynášením nových. Aby nedošlo k přerušení poskytování služeb, nový satelit se vždy přiblížil k pozici starého a služby byly přepnuty na nový satelit. Většina starých ovladatelných satelitů byla postupně navedena do atmosféry, kde shořela. Vybrané staré satelity budou provozované až do roku 2020. Dvacet pět starých satelitů je však neovladatelných, takže zůstanou na oběžné dráze tak dlouho, dokud samy nezaniknou.   
Satelity druhé generace mají být použity hlavně pro přenos dat pro různé datové terminály, IoT, atd., na něž nebyl v původním návrhu první generace satelitů od Motoroly v 90. letech minulého století kladen důraz. Iridium může poskytnout datové spojení jiným družicím pro jejich řízení bez ohledu na polohu pozemních stanic. Satelity také umožňovaly přidání až 50 kg sekundárního nákladu, kterému mohou poskytnout 50 W elektrické energie. Jedním z takto přidaných přístrojů je jednotka systému ADS-B pro sledování letadel nebo Automatický identifikační systém (AIS) pro sledování námořní dopravy, který je umístěný na 58 družicích.
Zpráva o vynesení satelitů Falconem 9 se objevila v červnu 2010, dva týdny po prvním startu této rakety. Kontrakt zahrnoval vynesení 72 družic a měl hodnotu 492 milionů dolarů. První start měl proběhnout v roce 2015 a startovat se mělo celkově osmkrát, při každém startu mělo být vyneseno 9 družic. Prvních 10 satelitů bylo vyneseno na oběžnou dráhu 14. ledna 2017. Celkem bylo vyneseno 75 satelitů při osmi startech. Poslední start s deseti družicemi úspěšně proběhl 11. ledna 2019.

## Seznam startů

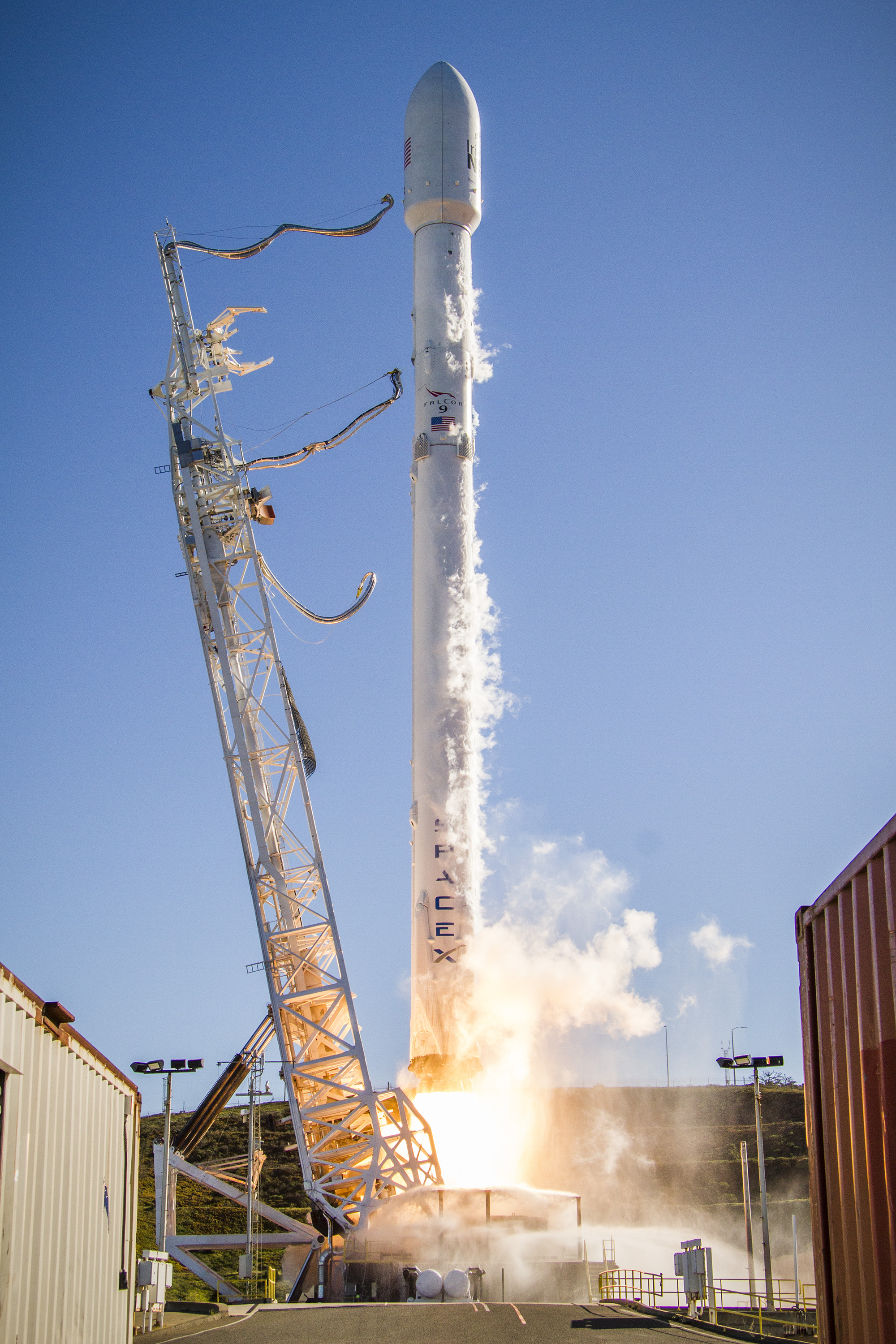
Start rakety Falcon 9 v lednu 2017 při misi Iridium NEXT 1

Kvůli nutnosti letět na polární dráhu se vždy startovalo se západního pobřeží USA, konkrétně z kalifornské Vandenbergovy letecké základny z rampy SLC-4E. Satelity byly vynášeny raketou Falcon 9 a to až na dvě výjimky po deseti. Při misi Iridium 6 letělo pět satelitů Iridium NEXT a dva satelity GRACE-FO, mise Iridium 9 jich vynesla také pět (kromě 16 satelitů OneWeb, vč. 1 JoeySat).
| Mise | Datum statického zážehu prvního stupně | Datum startu      | Nosná raketa       |
| ---- | -------------------------------------- | ----------------- | ------------------ |
| 1    | 5. ledna 2017                          | 14. ledna 2017    | F9 Block 3 B1029.1 |
| 2    | 20. června 2017                        | 25. června 2017   | F9 Block 3 B1036.1 |
| 3    | 5. října 2017                          | 9. října 2017     | F9 Block 4 B1041.1 |
| 4    | 18. prosince 2017                      | 23. prosince 2017 | F9 Block 3 B1036.2 |
| 5    | 25. března 2018                        | 30. března 2018   | F9 Block 4 B1041.2 |
| 6    | 18. května 2017                        | 22. května 2018   | F9 Block 4 B1043.2 |
| 7    | 20. června 2017                        | 25. července 2018 | F9 Block 5 B1048.1 |
| 8    | 6. ledna 2019                          | 11. ledna 2019    | F9 Block 5 B1049.2 |
| 9    |                                        | 20. května 2023   |                    |

### Iridium-1
První dva satelity byly na kosmodrom přivezeny na začátku srpna 2016, na konci srpna už bylo připraveno všech prvních deset satelitů. 27. prosince 2016 bylo oznámeno, že satelity byly natankovány, natlakovány a umístěny na vypouštěcí adaptér.
Druhý stupeň Falconu 9 pro tento let dorazil na kosmodrom na začátku listopadu, první stupeň B1029 v té době procházel testováním na základně McGregor. 5. ledna 2017 vyplula přistávací plošina JRTI. 6. ledna byl náklad, uzavřený již v aerodynamickém krytu, spojen s raketou. Falcon 9 odstartoval 14. ledna 2017 a úspěšně doručil náklad na polární oběžnou dráhu. První stupeň následně úspěšně přistál na mořské plošině.

### Iridium-2
Zpráva, že je všech deset satelitů připevněno na vypuštěcí adaptéry, přišla 9. června 2017. Druhý stupeň na kosmodrom dorazil 25. května 2017, první stupeň byl už na místě. První stupeň byl sice verze Block 3, druhý ale verze Block 4. Při tomto letu byla poprvé použita titanová kormidla na prvním stupni, která nahradila dřívější hliníková. Prvnímu stupni se podařilo přistát na autonomní mořské plošině JRTI i když počasí při přistání bylo špatné.

### Iridium-3
První dva satelity byly na kosmodrom dopraveny na konci srpna 2017. 17. září 2017 byly už všechny části rakety na kosmodromu a všechny satelity připojeny k adaptéru. První stupeň opět přistál na JRTI.

### Iridium-4
Toto byla první mise pro Iridium, při které letěl už jednou použitý stupeň, který tentokrát nepřistával, stalo se tak poprvé u použitého stupně. Na konci listopadu 2017 vyšla zpráva, že všech deset satelitů je připraveno na kosmodromu. Proběhl pokus o záchranu poloviny aerodynamického krytu.

### Iridium-5
12. března 2018 byly už všechny satelity pro tento let na kosmodromu a probíhala jejich příprava na start. O čtyři dny později už byl připevněny na adaptérech. Jeden z odkladů startu byl způsoben nalezením závady na jednom ze satelitů. První stupeň nepřistával, pouze provedl test přistání na mořskou hladinu. Proběhl další pokus o záchranu poloviny aerodynamického krytu, ale došlo k zamotání padáku a kryt dopadl ve velké rychlosti na hladinu. Přistání ale přečkal v pořádku, byl vyloven a dopraven na pevninu. 

### Iridium-6
Při tomto letu se vynášelo pouze pět satelitů Iridium NEXT, společně s nimi letěly ještě dva satelity GRACE-FO. Proběhl další pokus o zachycení aerodynamického krytu, který byl ale znovu neúspěšný. Podruhé použitý první stupeň se nepokusil o přistání.

### Iridium-7
28. června byly již všechny satelity na kosmodromu a probíhalo jejich usazování na adaptér. Jednalo se o první misi pro Iridium, při které letěl Falcon 9 Block 5, prvnímu stupni se podařilo přistát na mořské plošině JRTI. Pokus o zachycení aerodynamického krytu byl neúspěšný.

### Iridium-8
18. prosince 2017 bylo již všech deset satelitů upevněno na adaptérech. Při tomto letu nedošlo k pokusu o zachycení aerodynamického krytu. První stupeň úspěšně přistál na JRTI.

### Iridium-9
20. května 2023 bylo nasazeno 5 záložních družic.